# William Jenkins Worth
William Jenkins Worth (1 de marzo de 1794-7 de mayo de 1849) fue un oficial estadounidense durante la guerra anglo-estadounidense de 1812, la segunda guerra semínola y la Intervención estadounidense en México.

## Carrera militar
Worth fue comisionado como primer teniente en marzo de 1813, sirviendo como ayudante de (entonces general de brigada) Winfield Scott durante la guerra y desarrollando una amistad con él. Más tarde llamó a su hijo Winfield Scott Worth. Se distinguió en las batallas de Chippewa y Lundy's Lane durante la campaña de Niágara. En la última batalla resultó gravemente herido por metralla en el muslo. No se esperaba que sobreviviera, pero después de un año de encierro, emergió con el rango breve de Mayor, aunque seguiría cojo por el resto de su vida.También como un brevet, Major Worth pronunció sus palabras más famosas que ahora están inscritas en las "Notas de corneta" de West Point, un libro de conocimientos que todos los cadetes deben saber de memoria. Son los siguientes:
Pero un oficial de servicio no conoce a nadie; ser parcial es deshonrarse tanto a sí mismo como al objeto de su imprudente favor. ¿Qué se pensará del que exige a sus amigos lo que lo deshonra? Míralo que guiña un ojo y pasa por alto las ofensas en una, que hace castigar en otra, y compáralo con el soldado inflexible que cumple fielmente su deber, no obstante que ocasionalmente pelea con sus sentimientos privados. La conducta de uno será venerada y emulada, la otra detestada como una sátira sobre el honor y el soldado.

-  Mayor Brevet William Jenkins Worth.
Después de la guerra fue Comandante de Cadetes en la Academia Militar de los Estados Unidos y ascendería al rango de Coronel en 1838 cuando fue puesto al mando del recién creado Octavo Regimiento de Infantería. Utilizando sus propias tácticas, prosiguió con éxito la segunda guerra semínola en Florida y fue nombrado general de brigada brevet en 1842. Finalmente, convenció al secretario de Guerra John C. Spencer de que permitiera que los indios que quedaban en el territorio se limitaran a una reserva no oficial en al suroeste de Florida, y declaró el fin oficial de la guerra en agosto de ese año.

### Guerra mexicano-estadounidense
Cuando comenzó la guerra entre México y Estados Unidos, Worth estaba sirviendo a las órdenes de Zachary Taylor en Texas y negoció la rendición de la ciudad mexicana de Matamoros. Luego comandó la 2.ª División Regular del Ejército de Ocupación en la Batalla de Monterrey en septiembre de 1846, por lo que más tarde fue nombrado general de división. En 1847 fue transferido al ejército de su viejo amigo Winfield Scott y puesto al mando de la 1.ª División.
Participó en el Asedio de Veracruz y participó en las batallas de Cerro Gordo, Contreras y Churubusco. En la Ciudad de México Scott ordenó a Worth que se apoderara de las obras mexicanas del Molino del Rey. La amistad de Worth y Scott llegó a un punto crítico cuando Scott se negó a permitir que Worth modificara el ataque y la batalla provocó graves bajas en la 1.ª División, para consternación de Worth. Más tarde, Worth cambió el nombre de su hijo Winfield Scott a William. Luego dirigió su división contra la Puerta de San Cosme en la Ciudad de México. Cuando las fuerzas estadounidenses entraron a la Ciudad de México, Worth personalmente subió al techo del Palacio Nacional y bajó la bandera mexicana reemplazándola con la estadounidense.
Por su servicio en la Batalla de Chapultepec, el Congreso de los Estados Unidos le otorgó una espada de honor.
En 1847, Worth se convirtió en miembro original del Club Azteca de 1847 y fue admitido como miembro honorario de la Sociedad de Nueva York de Cincinnati.

## Servicio de posguerra y muerte
En 1848 fue abordado por un grupo de masones cubanos conocido como Havana Club, compuesto por propietarios de plantaciones de azúcar y aristócratas que abogaban por el derrocamiento del gobierno colonial español en Cuba. El Havana Club envió a un profesor universitario Ambrosio José González para suplicar a Worth que encabezara una invasión a Cuba. Sabiendo que Worth también era masón, Gonzales saludó al héroe de guerra con el apretón de manos secreto masónico y posteriormente le ofreció tres millones de dólares para liderar una fuerza de invasión de cinco mil veteranos estadounidenses de la guerra mexicano-estadounidense contra los españoles en Cuba. Worth aceptó la oferta, pero antes de que se pudiera concluir el complot, el Departamento de Guerra lo transfirió a Texas.
Estaba al mando del Departamento de Texas cuando murió de cólera en 1849 en San Antonio.

## Worth Square
Los restos de Worth fueron enterrados en un monumento de granito de 51 pies en Worth Square en una isla de tráfico entre la Quinta Avenida y Broadway en la Calle 25 en el distrito de Manhattan de la ciudad de Nueva York. The Worth Monument es el segundo monumento más antiguo de Nueva York. El monumento fue diseñado y construido por James G. Batterson en 1857. Las bandas decorativas centrales del monumento están inscritas con sitios de batalla importantes en la carrera de Worth y adjunto a su frente hay un relieve ecuestre de bronce de Worth. Cada punta de la cerca de hierro fundido que rodea el monumento está rematada con un casco emplumado, que refleja el casco emplumado que Worth se muestra en el monumento. El pintor estadounidense Thomas Hart Benton representó el obelisco en Nueva York, principios de los años veinte.

## Legado
Las ciudades de Fort Worth y Lake Worth en Texas, las aldeas de Worth en Illinois yWorthville en Kentucky y los condados de Worth en Georgia, Missouri e Iowa se nombran en su honor. También está la ciudad de Lake Worth Beach en Florida. Además la famosa Worth Avenue en Palm Beach (Florida) también lleva el nombre de General Worth.